# Cthulhus Ruf
Cthulhus Ruf (englischer Originaltitel: The Call of Cthulhu) ist eine der bekanntesten Kurzgeschichten des amerikanischen Horrorautors H. P. Lovecraft. Die Geschichte wurde im Sommer des Jahres 1926 geschrieben, im Februar 1928 im Pulp-Magazin Weird Tales veröffentlicht und 1939 in die Sammlung The Outsider and Others des Verlages Arkham House aufgenommen.
Obwohl auch andere Erzählungen Lovecrafts zum Cthulhu-Mythos gehören, ist diese die einzige, in der das außerirdische Wesen auftritt und die erste, die den Mythos ausformuliert.

## Aufbau der Erzählung
Als Rahmenhandlung dienen mehrere Dokumente, die der verstorbene Francis Wayland Thurston hinterlassen hat. Er war Nachlassverwalter seines verstorbenen Großonkels George Gamell Angell, eines emeritierten Professors für semitische Sprachen an der Brown-Universität in Providence. Die drei zentralen Dokumente bilden jeweils ein Kapitel der Geschichte.

### Der Schrecken im Lehm („The Horror in Clay“)

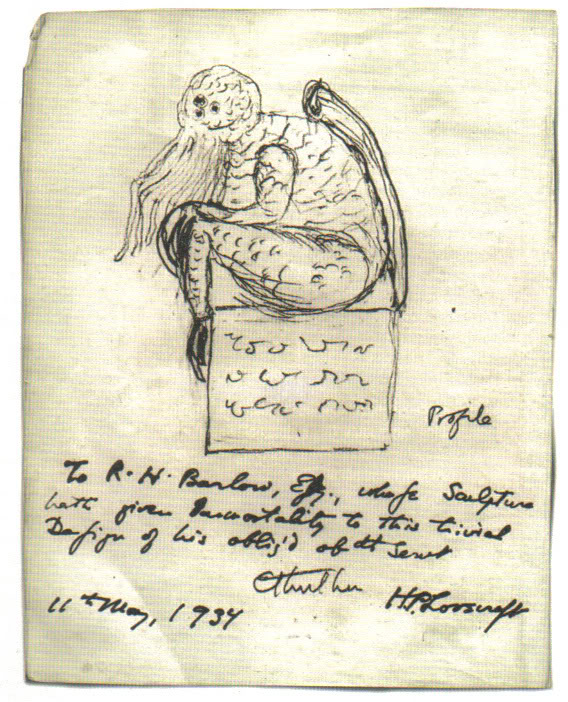
Eine Zeichnung der Cthulhu-Statue aus der Geschichte Cthulhus Ruf (Call of Cthulhu). Die Zeichnung wurde von H. P. Lovecraft im Jahr 1934 angefertigt.

Thurston sichtet den Nachlass seines Onkels und entdeckt in einer Kiste Dokumente, die sich auf einen unbekannten Kult und auf ein übernatürliches Wesens namens Cthulhu beziehen. Neben schriftlichen Unterlagen befindet sich ein auf Thurston abstoßend wirkendes Basrelief. An dessen Sockel befinden sich seltsame Hieroglyphen und darüber thront eine Figur, die Cthulhu darstellen soll: Ein schwammiger, mit Tentakeln besetzter Kopf thronte auf einem grotesken, schuppigen Körper mit rudimentären Flügeln. Dieses war von einem Künstler namens Henry Anthony Wilcox geschaffen worden, der über mehrere Wochen verstörende Träume von Cthulhu und dessen Stadt R'lyeh durchlebte und sich nun von Professor Angell Auskunft über die Bedeutung der Schriftzeichen erhoffte. Er berichtet dem Professor, wie er nach einem Erdbeben einen verstörenden Traum von großen zyklopischen Städten hatte, deren Häuser mit den gleichen Hieroglyphen bedeckt waren wie auf dem Relief. Nachdem Professor Angell sich von Wilcox Aufrichtigkeit überzeugt hat, bittet er den Künstler um regelmäßige Berichte über seine Träume. Nach einiger Zeit bricht der Kontakt zu Wilcox plötzlich ab und der Professor erfährt von dessen Familie, dass er an einer Art Fieber erkrankt sei. In dieser Zeit spricht er immer wieder von einem namenlosen Monster und der Professor erkennt, dass es sich um die Figur auf dem Relief handelt. Neun Tage später hat sich Wilcox wieder erholt, stellt aber von nun an keine Hilfe mehr für den Professor dar. Als der Professor weiterforscht stellt er fest, dass in der Zeit, in der Wilcox erkrankt war, sich auf der ganzen Welt seltsame Ereignisse zugetragen haben.

### Der Bericht des Inspektors Legrasse („The Tale of Inspector Legrasse“)
Ebenfalls in Angells Nachlass befindet sich ein Bericht über eine Archäologie-Konferenz, bei der auch John Raymond Legrasse, ein Polizeiinspektor aus New Orleans, anwesend war. Dieser berichtet, wie er in Louisiana einen grausamen Voodoo-Kult aushob und dabei ein Artefakt fand, das dem gleicht, das Wilcox geschaffen hat. Da Legrasse dies kulturell nicht zuordnen kann, bittet er nun den Professor um Rat. Legrasse war bei seinen Untersuchungen auf einen alten Mann namens Castro gestoßen und hatte bei einem Verhör erfahren, dass die Anhänger dieses Kultes ein Wesen namens Cthulhu anbeten. Von den versammelten Archäologen kann lediglich Professor William Channing Webb etwas dazu beitragen. Er berichtet von einer Expedition nach Grönland, bei der er ebenfalls auf Anhänger dieses Kultes gestoßen war. Legrasse und Webb entdeckten bei einem Vergleich der mündlichen Rituale, dass diese übereinstimmten. Bei den gesungenen Worten handelte es sich um die Phrase „Ph'nglui mglw'nafh Cthulhu R'lyeh wgah'nagl fhtagn“, was so viel bedeutet wie: „In seinem Haus in R'lyeh wartet träumend der tote Cthulhu.“ Thurston beginnt sich immer stärker für diesen Cthulhu-Kult zu interessieren und tagträumt von Ruhm durch die Erforschung seines Ursprungs und seiner Verbindungen. Er besucht Legrasse in New Orleans und trifft Wilcox, von dessen Ehrlichkeit er mittlerweile überzeugt ist. Da er nicht mehr an einen natürlichen Tod seines Großonkels glaubt, beginnt er sich darüber zu sorgen, was mit ihm passieren könnte, da er schon sehr viel weiß.

### Der Schrecken aus dem Meer („The Madness from the Sea“)
Thurston berichtet, wie er auf einen australischen Zeitungsartikel vom 18. April 1925 stößt. Dieser handelt von einer mysteriösen Schiffsreise im Pazifik, zur gleichen Zeit, als Wilcox von Träumen geplagt wird und das Cthulhu-Basrelief erschaffen hat. Das Tagebuch des einzigen Überlebenden dieser Schiffsreise, des Norwegers Gustaf Johanson, welcher mittlerweile verstorben ist, bringt Thurston an sich. Darin berichtet Johanson von einem Kampf gegen Anhänger des Kults, bei dem sein Schiff, die Emma, sank. Johanson und seine Mannschaft schafften es jedoch, auf das Schiff der Angreifer zu gelangen und sie zu besiegen. Anschließend stießen sie bei 47°9' südlicher Breite und 123°42' westlicher Länge auf eine unbekannte Insel, von der Thurston überzeugt ist, dass es sich um R'lyeh handelt. Als die Männer die Insel erkunden, wecken sie unbeabsichtigt den schlafenden Cthulhu. Panisch versuchen die Männer zu fliehen, doch werden sie alle bis auf Johanson und einen weiteren Seemann namens Briden durch Cthulhu getötet. Als Johanson bemerkt, wie Cthulhu ihnen ins Meer folgt, wendet er das Schiff und fährt mit voller Kraft auf Cthulhu zu. Durch den Aufprall zerteilt sich Cthulhu zunächst in einen grünen Nebel, der, nachdem Johanson entkommen ist, wieder seine ursprüngliche Form annimmt. Nachdem Thurston all dies gelesen hatte, schrieb er diesen vorliegenden Bericht, in dem er seine Erkenntnisse über Cthulhu und seinen Kult zusammenfasste. Er ist sich jetzt sicher, dass er genau wie sein Großonkel Angell nicht mehr lange zu leben hat, da der Cthulhu-Kult weiter existiere und er zu viel darüber wisse.

## Chronologische Abfolge der Ereignisse
Der komplexe Aufbau der Geschichte sorgt dafür, dass der Leser nur schrittweise Informationen über den Cthulhu-Mythos erhält, die nicht chronologisch geordnet sind. Der Leser befindet sich dadurch in einer Situation wie Thurston bei der Sichtung von Professor Angells Nachlass.

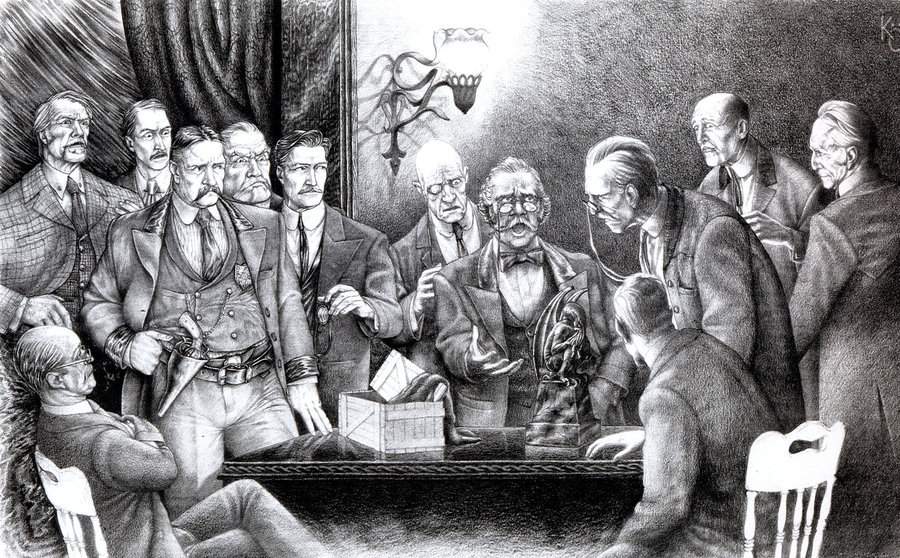
Die Archäologie-Konferenz (Fan-Art)

- Irgendwann im Verlauf des 19. Jahrhunderts begegnet der Mestize Castro in China den „todlosen Führern“ des Cthulhu-Kults. Von ihnen erfährt er, dass Cthulhu vor Äonen über die Erde geherrscht habe, seit Jahrtausenden aber in einem dem Tod ähnlichen Schlaf liege. Weltweit existiere ein Kult, der auf Cthulhus Auferstehung warte und dessen Ursprung sich in Arabien befinde. Auch im berüchtigten Buch des wahnsinnigen Arabers Abdul Alhazred, dem Necronomicon, bezögen sich vereinzelte Passagen auf die Existenz Cthulhus.
- 1860 stößt Professor Webb, ein Anthropologe, während einer Expedition nach Grönland auf eine Gruppe „degenerierter Eskimos“, die Cthulhu verehren und dem Professor Hinweise auf den Kult liefern.
- Im November 1907 dringt Inspektor Legrasse mit mehreren Polizisten in die Sümpfe um New Orleans (Louisiana) vor, um einige von Kultanhängern entführte Siedler zu retten. Die Kultanhänger werden getötet oder gefangen genommen. Unter den Überlebenden befindet sich der mittlerweile uralte Castro, der Legrasse über den Cthulhu-Mythos berichtet.
- 1908 nehmen Legrasse sowie die Professoren Webb und Angell an einer archäologischen Konferenz in St. Louis teil. Legrasse und Webb entdecken dabei, dass sich die Kulte in Grönland und Louisiana trotz der räumlichen Entfernung ähneln. Sowohl die bildliche Darstellung Cthulhus als auch die fremdartige Sprache der Ritus sind identisch: Ph'nglui mglw'nafh Cthulhu R'lyeh wgah'nagl fhtagn, was übersetzt bedeutet: In seinem Haus zu R'lyeh wartet der tote Cthulhu träumend.
- Am 28. Februar 1925 oder am 1. März 1925 – je nach Datumsgrenze – wird die im Pazifischen Ozean versunkene Stadt R'lyeh durch ein schweres Erdbeben an die Oberfläche gehoben. Seitdem leidet der Künstler Wilcox aus Providence an nächtlichen Alpträumen, die Cthulhu zum Inhalt haben, woraufhin er ein Abbild des Wesens erschafft. Er zeigt es Angell und erzählt ihm von seinen Träumen. Der Professor hat damit einen dritten Hinweis auf den Cthulhu-Mythos und stellt weitere Nachforschungen an.
- Am 22. März kommt es zu einem Gefecht zwischen dem Schoner Emma aus Auckland, auf dem der Norweger Johansen als zweiter Maat dient, und der schwer bewaffneten Yacht Alert, deren Crew aus Cthulhu-Anhängern besteht, mehrheitlich „Kanaken und Mischlinge“. Die Emma wird versenkt, doch kann ihre Besatzung die Alert entern und deren Crew töten. Als ranghöchster Überlebender übernimmt Johansen das Kommando.

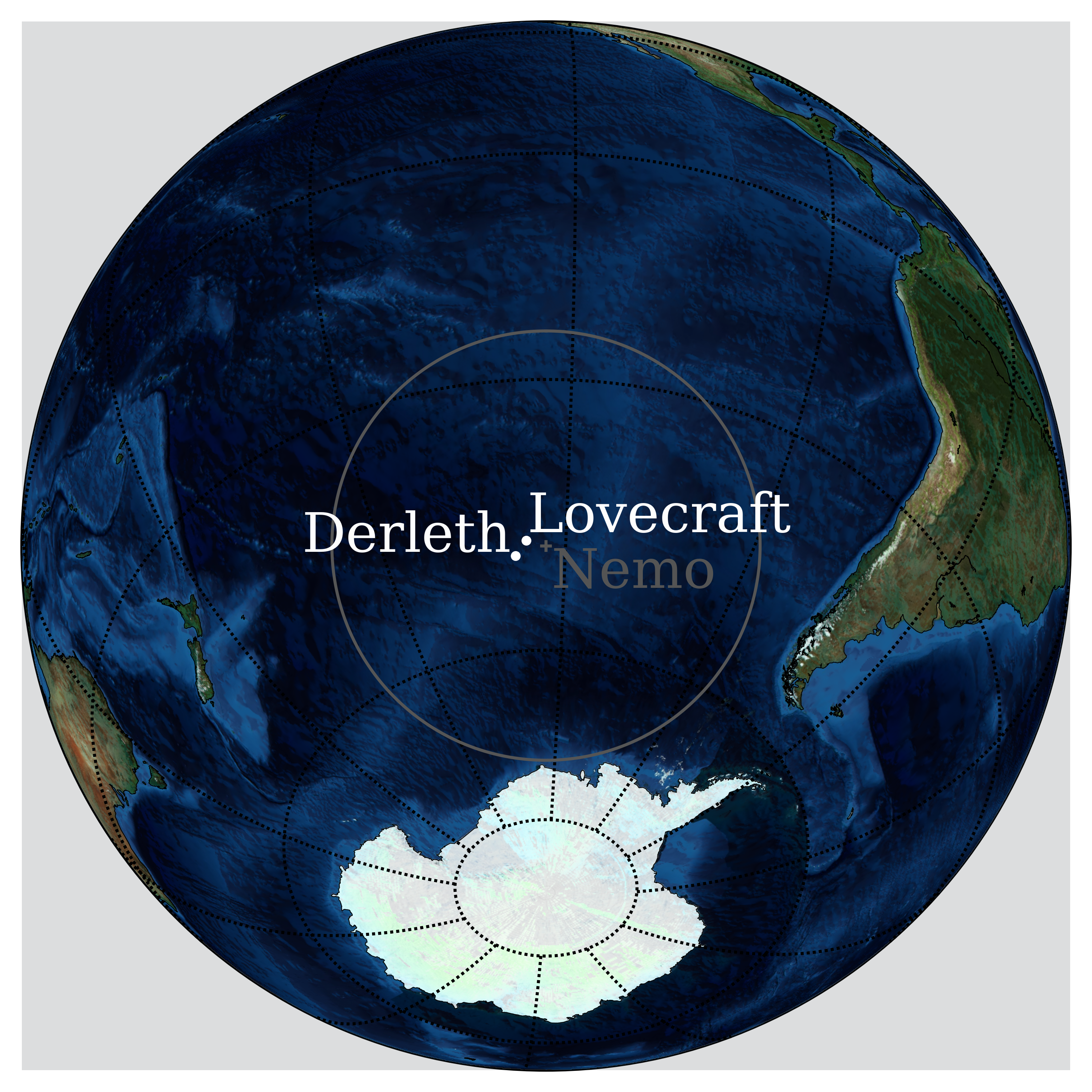
Lage der untergegangenen Stadt R'lyeh im Pazifik laut den Koordinaten Johansens.

- Am 23. März landen Johansen und seine Crew auf der vom Erdboden angehobenen Insel. Sie betreten die Stadt R'lyeh, auf der die bekannten physikalischen Gesetze außer Kraft gesetzt sind. Unbeabsichtigt wecken die Männer Cthulhu aus seinem äonenlangen, todesähnlichen Schlaf. Johansens Männer werden von Cthulhu getötet oder sterben an panischer Angst. Nur Johansen und einer seiner Männer können sich auf die Alert retten und verlassen die Insel. Cthulhu verfolgt ihr Schiff, woraufhin Johansen kehrtmacht auf Kollisionskurs geht und die Yacht in den Kopf der Kreatur rammt, der mit „einer matschigen Ekelhaftigkeit wie ein zerfetzter Sonnenbarsch“ zerplatzt – nur um sich im gleichen Moment zu regenerieren.
- Zwischen dem 23. März und 2. April 1925 kommt es weltweit zu Aufständen und Massenpaniken, ohne dass sich die Menschen Cthulhus kurzzeitiger Auferstehung bewusst sind. Wilcox’ Träume verstärken sich, er fällt ins Delirium.
- Am 2. April versinkt die Stadt R'lyeh in einem schweren Sturm wieder im Pazifik. Cthulhu fällt wieder in Schlaf. Die Alert wird durch den Sturm seeuntüchtig und treibt ziellos dahin. Johansens Gefährte verfällt dem Wahnsinn und stirbt bald darauf. Der Künstler Wilcox erwacht aus seinem Delirium und kann sich nicht mehr an seine Visionen erinnern.
- Am 12. April wird die Alert vom Frachter Vigilant, der selbst im vorangegangenen Sturm seinen Kurs verloren hat, in Schlepptau genommen.
- Im weiteren Verlauf des Jahres 1925 wird Johansen von der Admiralität wegen der Vorgänge auf See befragt, schweigt sich aber aus und kehrt schließlich heim zu seiner Frau nach Oslo. Dort verfasst er ein Tagebuch über seine Erlebnisse im Pazifik und wird schon bald darauf von Agenten des Kults, zwei „Lascar-Matrosen“ (Seefahrer aus dem indischen Raum), getötet.
- Angell stellt 1925 und 1926 weitere Nachforschungen über den Cthulhu-Kult an. Er sammelt Zeitungsausschnitte, die darauf hindeuten, dass Cthulhus Wiederkehr weltweit Spuren hinterlassen hat. Im Winter 1926/27 wird er von einem „Neger-Matrosen“, einem weiteren Kult-Agenten, ermordet.
- 1927 übernimmt der Bostoner Anthropologe Thurston den Nachlass seines Großonkels Angell. Thurston untersucht nach anfänglicher Skepsis den Cthulhu-Mythos. Nachdem er in einer Zeitung einen Hinweis auf die Ereignisse um die Mannschaft der Emma erhalten hat, reist er nach Auckland und anschließend nach Oslo, wo er das Tagebuch Johansens von dessen Witwe erhält. Thurston wird das Ausmaß des Kultes bewusst. Er sieht seinen Tod durch die Hände der Kultanhänger voraus, welcher dann entweder noch 1927 oder 1928 (dem Erscheinungsjahr von Lovecrafts Erzählung) eintritt.

## Charaktere
George Gammell Angell ist emeritierter Professor für semitische Sprachen an der Brown University in Providence. Er ist als Experte im Gebiet alter Inschriften bekannt und wird daher oft von Museen zurate gezogen. Angell starb im Winter 1926, nachdem er von einer Reise zurückkehrte und von einem schwarzen Matrosen angerempelt wurde.
Francis Wayland Thurston ist der Nachlassverwalter von Professor George Gammell Angell und dessen Großneffe.
John Raymond Legrasse ist ein Polizeiinspektor aus New Orleans. Er trifft auf einer archäologischen Konferenz in St Louis auf Professor Angell und berichtet wie er in den Sümpfen von Louisiana auf einen Voodoo-Kult gestoßen ist.
Henry Anthony Wilcox ist Bildhauer aus Providence. Er hat Bildhauerei an der Rhode Island School of Design studiert und wohnt im Fleur-de-Lys-Haus in der Thomas Street.
William Channing Webb ist Anthropologieprofessor an Princeton-Universität. 1860 unternahm er eine Expedition nach Grönland, bei der er auf einen Inuitstamm trifft, der Cthulhu anbetet.
Castro ist ein Anhänger des Cthulhu Kults. Er wird von Inspektor Legrasse verhört. Er ist um die ganze Welt gereist und besitzt umfangreiches Wissen über Cthulhu und dessen Kult.
Gustaf Johansen war ein norwegischer Seemann und zweiter Maat auf dem Frachtschiff Emma. In einem Bericht schildert er seine Begegnung mit Cthulhu.